# Tony Hurt
Tony Hurt, novozelandski veslač, * 30. marec 1946, Auckland.
Hurt je za Novo Zelandijo nastopil na Poletnih olimpijskih igrah 1972 in 1976.
Na igrah v Münchnu je osmerec, v katerem je veslal, osvojil zlato, v Montrealu pa bronasto medaljo.